# Ken Dugdale
Ken Dugdale (Liverpool, 7 dicembre 1950) è un allenatore di calcio ed ex calciatore neozelandese, di ruolo centrocampista.

## Palmarès

### Giocatore

#### Competizioni nazionali
- Northern Premier League: 1

Wigan: 1970-1971